# Abludomelita matilda
Abludomelita matilda är en kräftdjursart. Abludomelita matilda ingår i släktet Abludomelita och familjen Melitidae. Inga underarter finns listade i Catalogue of Life.